# Kunčice (okres Hradec Králové)
Obec Kunčice (německy Kuntschitz) se nachází v okrese Hradec Králové v Královéhradeckém kraji, dva kilometry jižně od Nechanic a čtrnáct kilometrů západně od Hradce Králové. Žije v ní 380 obyvatel.

## Historie
První písemná zmínka o vsi (Cunczicz) pochází z roku 1382.

## Přírodní poměry
Vesnice stojí ve Východolabské tabuli a protéká kolem ní řeka Bystřice, jejíž tok je ve správním území obce součástí přírodní památky Bystřice.

## Pamětihodnosti
- Jednopatrový barokní zámeček vystavěný na místě původní tvrze[4]
- Kaplička na návsi, z konce 18. století
- Barokní socha svatého Jana Nepomuckého (1830) a pískovcová pyramida upomínající na prusko-rakouskou válku z roku 1866 pod zámkem
- Barokní socha svatého Václava (kolem roku 1760)
- Duby v Oboře
- Dub severně od Kunčic

## Galerie

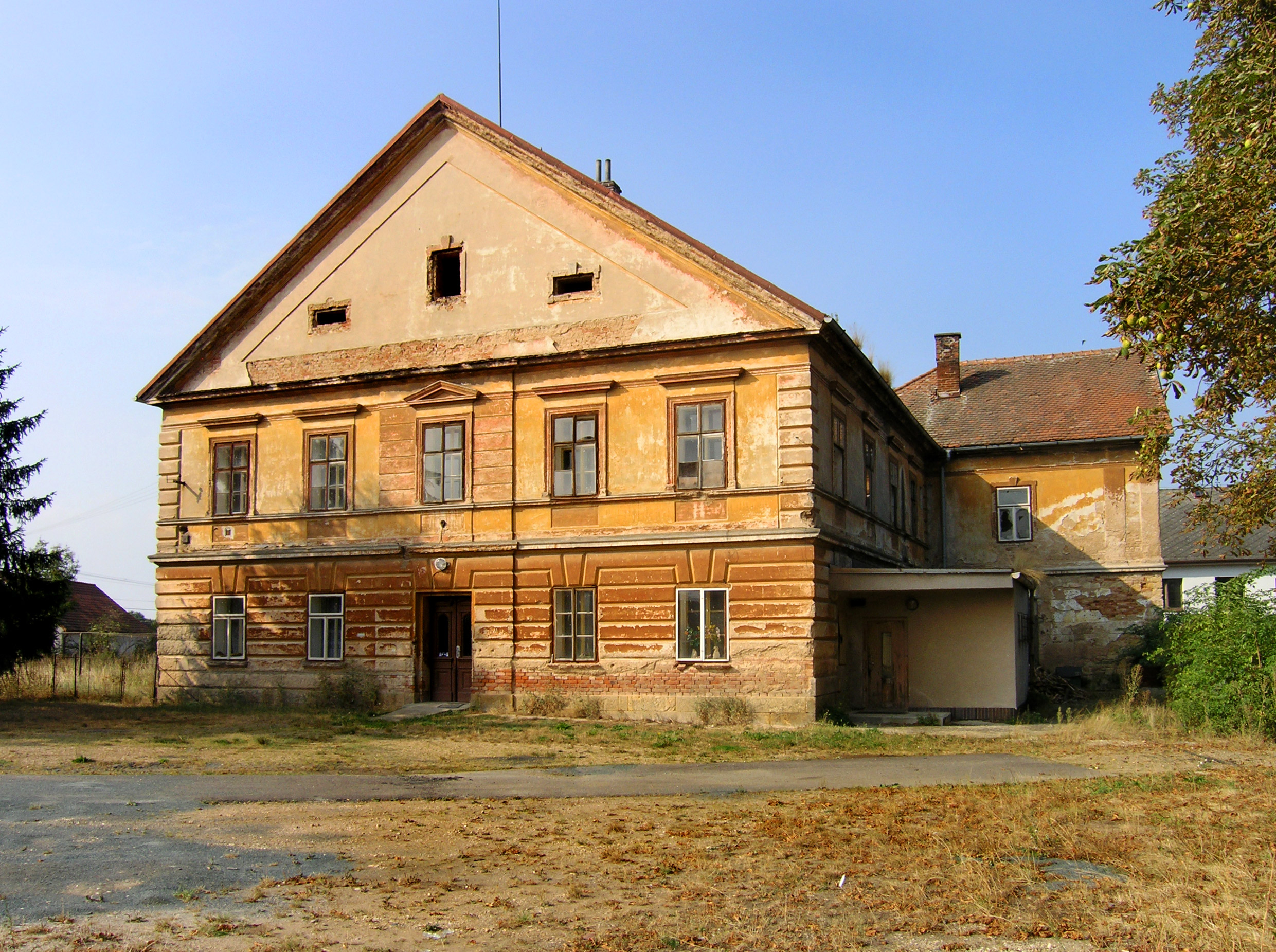
Zchátralý zámeček
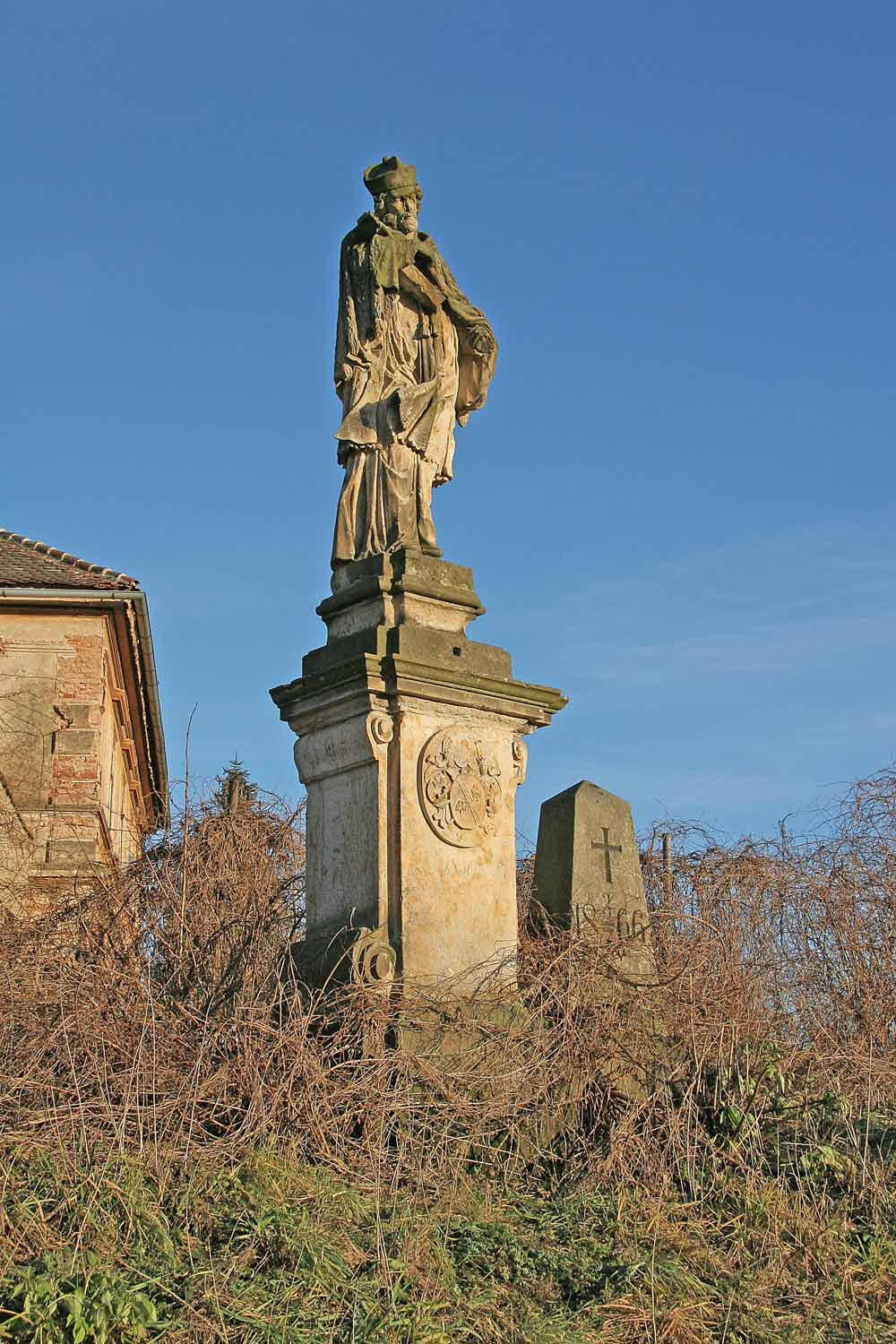
Barokní socha Jana Nepomuckého a památník na bitvu u Hradce Králové
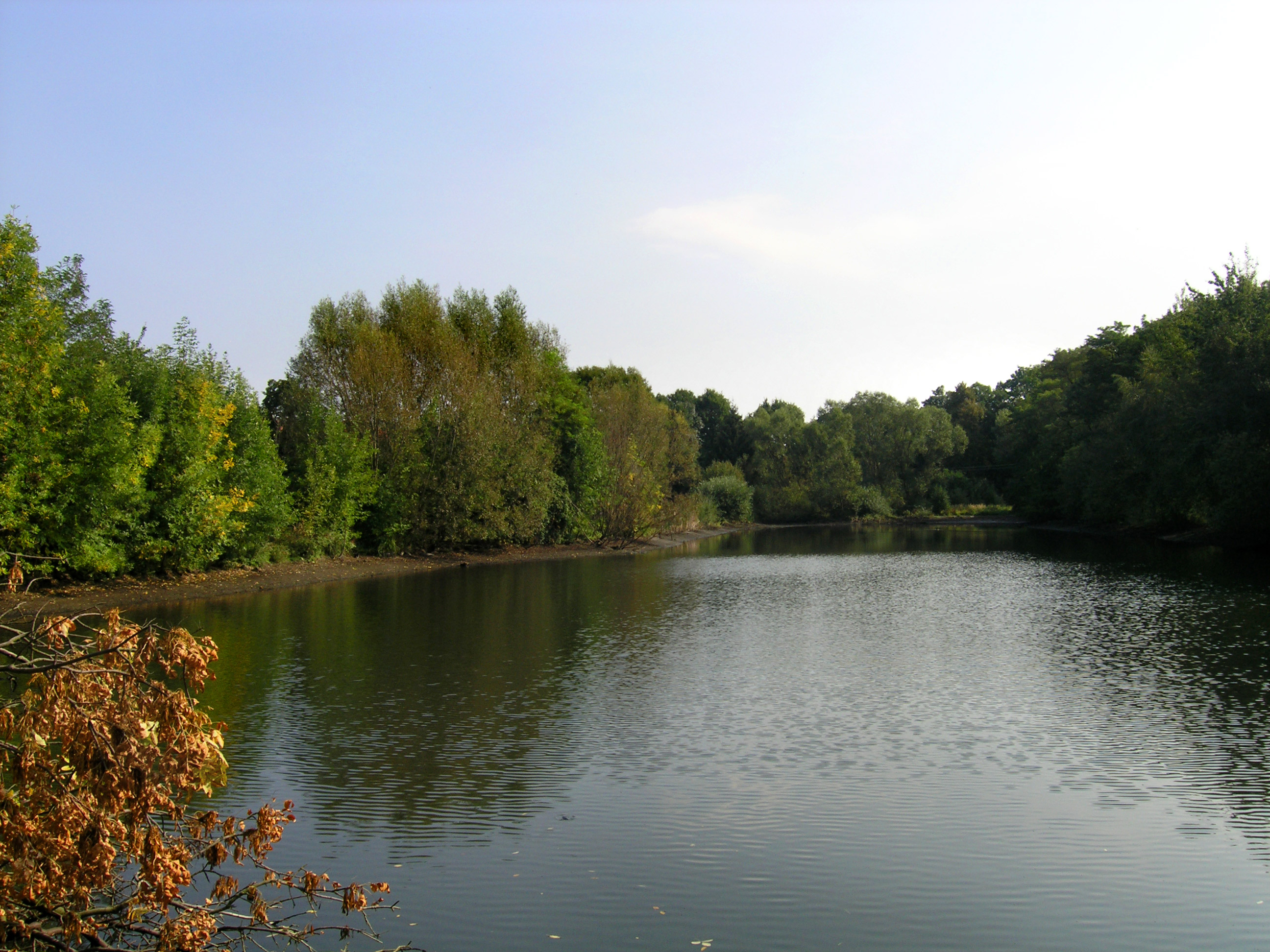
Jeden za tří kunčických rybníků
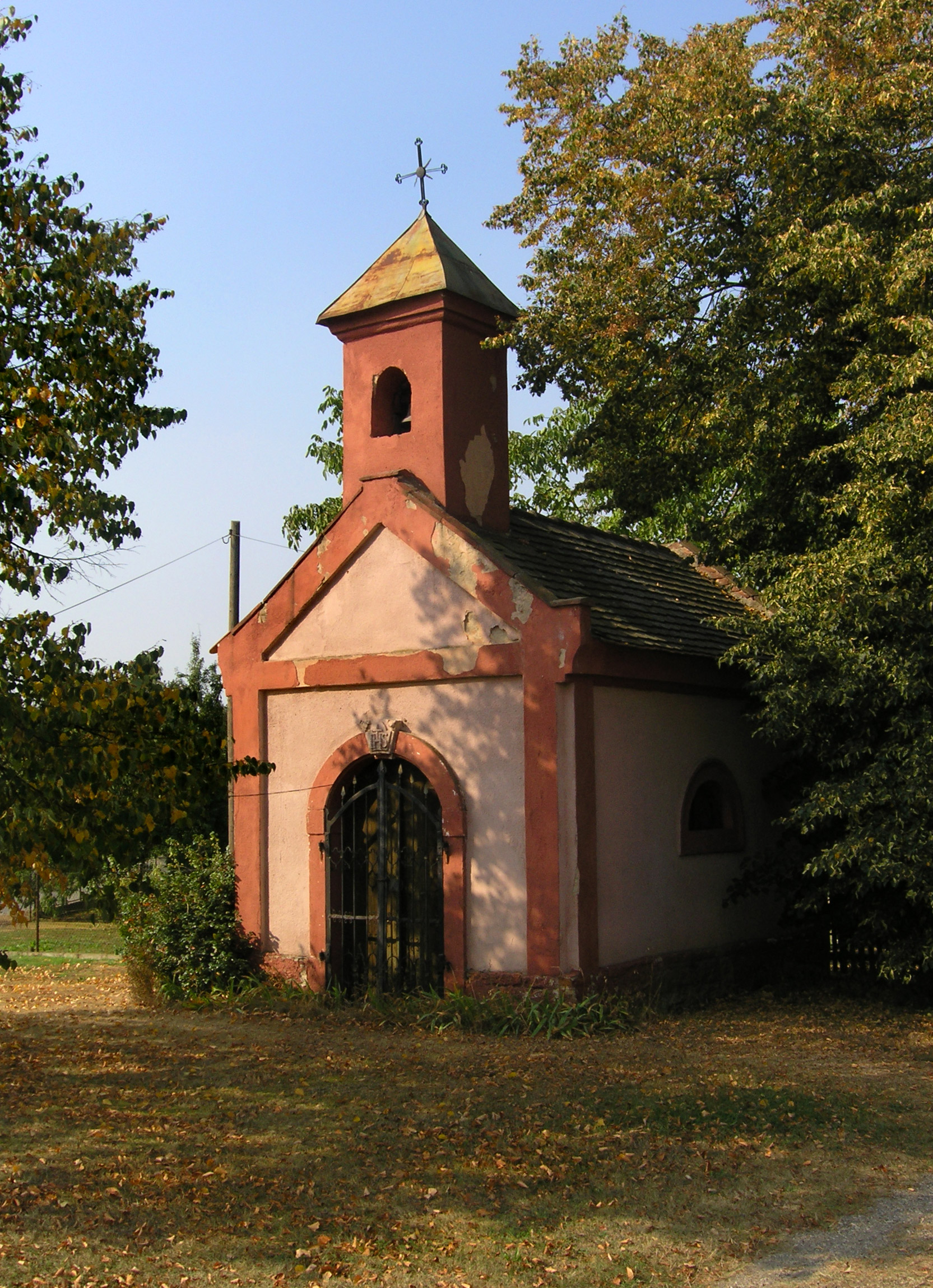
Kaplička pod lípou